# Stagmatoptera binotata
Stagmatoptera binotata är en bönsyrseart som beskrevs av Samuel Hubbard Scudder 1869. Stagmatoptera binotata ingår i släktet Stagmatoptera och familjen Mantidae. Inga underarter finns listade i Catalogue of Life.